# Festival Grito Queer Brasil
O Festival de Cinema GRITO QUEER é uma mostra de cinema dedicada exclusivamente a filmes de gênero fantástico referentes ao horror queer (horror, thrillers, trash, gore, b-movies, fantasia, ficção científica) realizada em São Paulo-BR. Sua primeira edição aconteceu de 25 a 31 de outubro de 2021, exibindo obras audiovisuais contemporâneas e de resgate histórico ligadas às temáticas do gênero queer.